# Oxyopes rouxi
Oxyopes rouxi là một loài nhện trong họ Oxyopidae.
Loài này thuộc chi Oxyopes. Oxyopes rouxi được Embrik Strand miêu tả năm 1911.